# Lilly Liefers

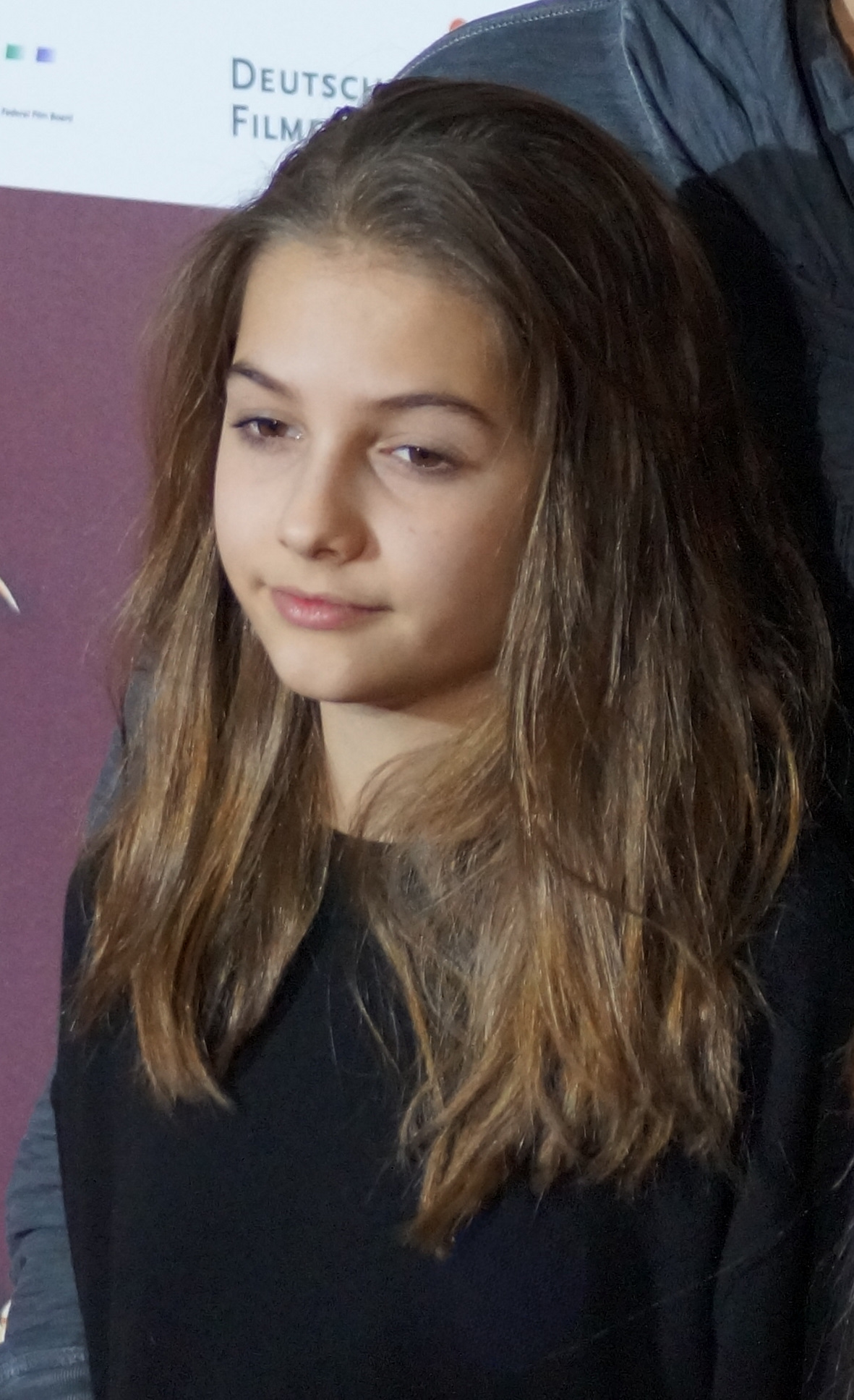
Lilly Liefers (2015)

Lilly Anna Sophia Liefers (* 30. Oktober 2002) ist eine deutsche Schauspielerin. Sie ist vor allem für ihre Darstellung der Charlotte Jessen in der Kriminalfilmreihe Neben der Spur bekannt.

## Leben
Lilly Liefers ist die Tochter der Schauspieler Jan Josef Liefers und Anna Loos. Ihre jüngere Schwester Lola Liefers ist ebenfalls Schauspielerin. Aus früheren Beziehungen ihres Vaters stammen zwei ältere Halbgeschwister. 2012 gab sie ihr Filmdebüt in der Katie-Fforde-Verfilmung Diagnose Liebe. Es folgte eine Nebenrolle in dem Spielfilm Wer liebt, lässt los. 
Von Oktober bis November 2013 drehte sie für den ZDF-Krimi Neben der Spur – Adrenalin, der im Juli 2014 auf dem Filmfest München seine Uraufführung hatte. Dort spielte sie erstmals die Rolle der Charlotte Jessen, der Tochter des von Ulrich Noethen verkörperten Protagonisten Dr. Jessen. Diese Rolle nahm sie in den nachfolgenden Teilen der Filmreihe erneut auf. 2014 stand sie an der Seite ihres Vaters für die Tragikomödie Honig im Kopf vor der Kamera.  In Die wahre Schönheit von 2021 hatte sie mit dem Titel Edge of Myself ihr Debüt als Sängerin.

## Filmografie (Auswahl)
- 2012: Katie Fforde – Diagnose Liebe (Fernsehfilm)
- 2013: Wer liebt, lässt los
- 2013: Der Geschmack von Apfelkernen
- seit 2014: Neben der Spur (Fernsehreihe)
  - 2014: Adrenalin
  - 2016: Amnesie
  - 2016: Todeswunsch
  - 2017: Dein Wille geschehe
  - 2018: Sag, es tut dir leid
  - 2020: Erlöse mich
  - 2021: Schließe deine Augen
  - 2022: Die andere Frau
- 2014: Honig im Kopf
- 2015: Schuld nach Ferdinand von Schirach (Fernsehserie, Folge 1x05)
- 2021: Die wahre Schönheit